# Carole Cook
Mildred Frances Cook (14 de janeiro de 1924 – 11 de janeiro de 2023), conhecida profissionalmente como Carole Cook, foi uma atriz americana, ativa na tela e no palco, mais conhecida por aparições na série de comédia de televisão de Lucille Ball, The Lucy Show e Here's Lucy.
Seus papéis mais conhecidos no cinema incluem The Incredible Mr. Limpet, American Gigolo e Sixteen Candles.

## Biografia

### Juventude
Mildred Frances Cook nasceu em 14 de janeiro de 1924, em Abilene, Texas, uma dos quatro filhos de Leland Preston (L.P.) Cook Sr. e sua esposa, Maudine. Ela estudou teatro grego na Universidade Baylor. Depois de se formar em 1945, trabalhou no teatro regional. Em 1954, ela se mudou para Nova Iorque, onde fez sua estreia no teatro.
Lucille Ball, tendo recentemente visto seu sucesso em uma produção teatral de Annie Get Your Gun, convidou-a para trabalhar em sua produtora Desilu Studios e mudou seu nome artístico para Carole, em homenagem a sua atriz favorita Carole Lombard.

### Cinema e televisão
Ela apareceu em filmes como The Incredible Mr. Limpet, American Gigolo, Sixteen Candles, Grandview, U.S.A., Summer Lovers, e Palm Springs Weekend.
Ela fez participações especiais em programas de televisão como The Lucy Show, Here's Lucy, Darkroom, Knight Rider, Emergency!, Magnum, P.I., McMillan and Wife, Murder, She Wrote, Dinastia, Charlie's Angels, Cagney & Lacey, Grey's Anatomy e um papel principal em um episódio da 4ª temporada de Hart to Hart.
Cook estrelou o filme de animação da Walt Disney Pictures, Home on the Range, dublando Pearl Gesner.

### Teatro
Além de seu trabalho no cinema e na televisão, Cook apareceu nas produções originais da Broadway de 42nd Street e Romantic Comedy, e foi a segunda atriz (depois de Carol Channing) a estrelar como Dolly Levi em Hello, Dolly!.
Ela fez sua estreia no teatro interpretando a Sra. Peacham na produção off-Broadway de 1956 de Die Dreigroschenoper, estrelada por Lotte Lenya.

## Vida pessoal
Ela foi casada com o ator e escritor Tom Troupe de 1964 até sua morte. Lucille Ball foi sua madrinha.
Cook morreu de insuficiência cardíaca em Beverly Hills, Califórnia, em 11 de janeiro de 2023, aos 98 anos, três dias antes de seu aniversário de 99 anos.

## Filmografia

### Cinema
| Ano  | Título                              | Personagem     | Notas |
| ---- | ----------------------------------- | -------------- | ----- |
| 1963 | Palm Springs Weekend                | Naomi Yates    |       |
| 1964 | The Incredible Mr. Limpet           | Bessie Limpet  |       |
| 1977 | The Gauntlet                        | Garçonete      |       |
| 1980 | American Gigolo                     | Sra. Dobrun    |       |
| 1982 | Summer Lovers                       | Barbara Foster |       |
| 1984 | Sixteen Candles                     | Helen          |       |
| 1984 | Grandview, U.S.A.                   | Betty Welles   |       |
| 1996 | Fast Money                          | Ester          |       |
| 1999 | Lost & Found                        | Sylvia         |       |
| 2004 | Home on the Range                   | Pearl Gesner   | Voz   |
| 2017 | A Very Sordid Wedding               | Hortense       |       |
| 2018 | Waiting in the Wings: Still Waiting | Erika Ericson  |       |

### Televisão

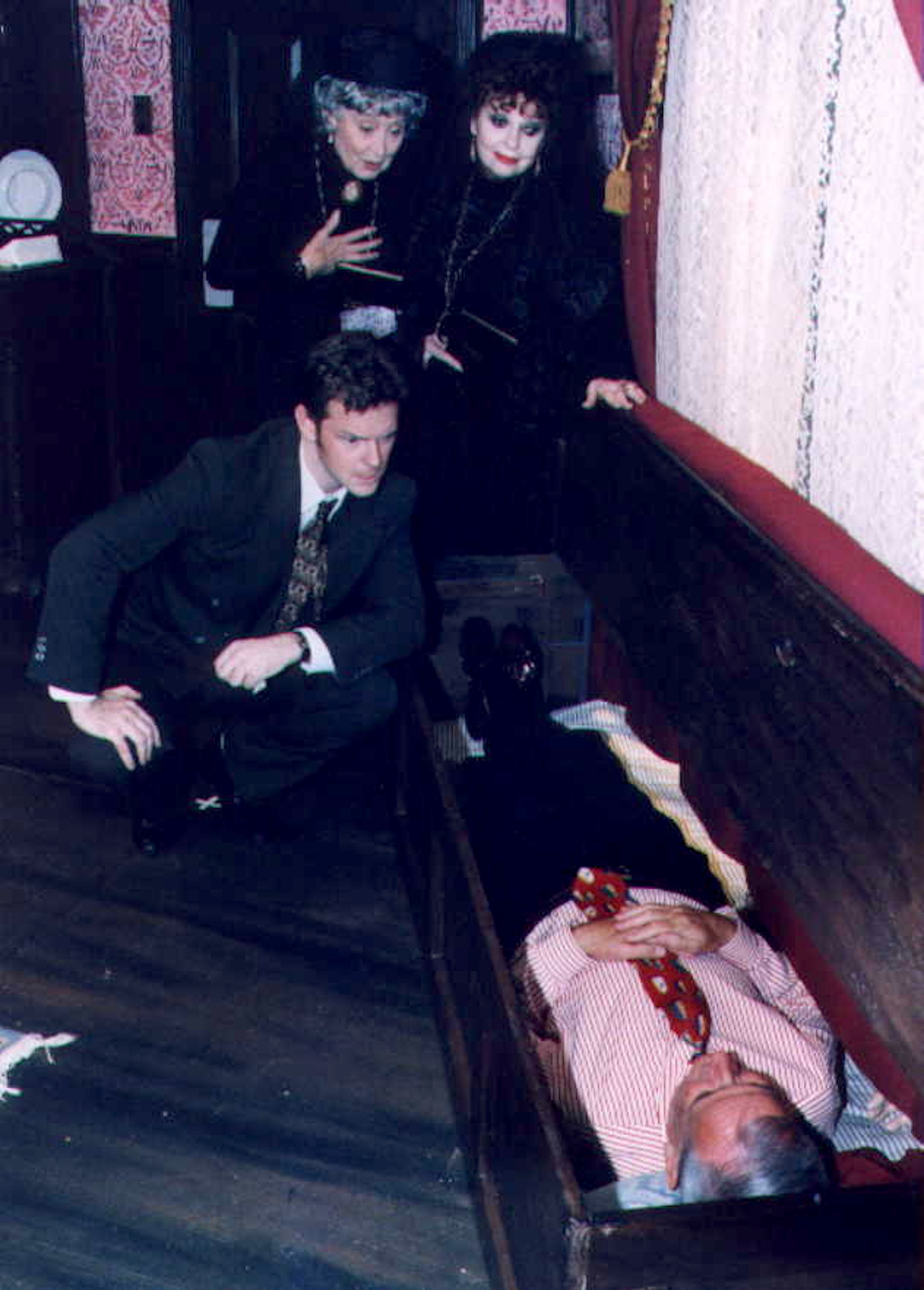
Betty Garrett, Carole Cook e Michael Lee Stever em Arsenic and Old Lace

| Ano        | Título                         | Personagem | Notas                                                                             |
| ---------- | ------------------------------ | --- | --------------------------------------------------------------------------------- |
| 1959–1960  | U.S. Marshal                   | Sra. Parker / Enfermeira | 2 episódios                                                                       |
| 1963       | The Many Loves of Dobie Gillis | Fifi LaVerne / Molly O'Day | 2 episódios                                                                       |
| 1963–1968  | 'The Lucy Show                 | Thelma Green / Mulher na estação (sem créditos) / Hóspede do hotel / Sra. Valance / Senhora do Health Club / Sra. Baldwin / Lady Cynthia (voz) / Carrie / Effie Higgins / Senhora do Health Club) / Gladys | 18 episódios                                                                      |
| 1964       | The New Phil Silvers Show      | Gertrude / Sra. Kerrigan | 2 episódios                                                                       |
| 1964       | Kentucky Jones                 | Dodie Wipple | Episódio: "The Dread Disease"                                                     |
| 1966       | Vacation Playhouse             | Enfermeira | Episódio: "The Hoofer"                                                            |
| 1966       | Daniel Boone                   | Annie Boyd | Episódio: "The Symbol"                                                            |
| 1969       | My World and Welcome to It     | Tia Kate | Episódio: "The Disenchanted"                                                      |
| 1969       | That Girl                      | Dorothy Desmond | Episódio: "My Part Belongs to Daddy"                                              |
| 1969–1974  | That Girl                      | Segunda Mulher / Sra. Sheila Casten / Lillian Rylander / Ma Parker / Cynthia Duncan | 5 episódios                                                                       |
| 1971       | Sarge                          | Cass | Episódio: "Identity Crisis"                                                       |
| 1972–1974  | McMillan and Wife              | Marnie / Carole Crenshaw | 4 episódios                                                                       |
| 1973       | Lady Luck                      | Fran | Telefilme                                                                         |
| 1974       | Maude                          | Marta | Episódio: "Walter's Ex"                                                           |
| 1975       | Baretta                        | Sra. Marriott | Episódio: "Woman in the Harbor"                                                   |
| 1975–1976  | Chico and the Man              | Flora | 3 episódios                                                                       |
| 1976       | Ellery Queen                   | Colunista de fofocas | Episódio: "The Adventure of the Sinister Scenario"                                |
| 1976       | Emergency!                     | Enfermeira | Episódio: "The Nuisance"                                                          |
| 1976       | Bronk                          | Beatrice | Episódio: "The Vigilante"                                                         |
| 1976–1977  | Charlie's Angels               | Madame Dorian / Hildy Slater | 2 episódios                                                                       |
| 1977       | Starsky and Hutch              | Scorchy | Episódio: "Huggy Bear and the Turkey"                                             |
| 1977       | In the Glitter Palace          | Daisy Dolon | Telefilme                                                                         |
| 1977       | Kojak                          | Marie Stella | 4 episódios                                                                       |
| 1979       | Rendezvous Hotel               | Lucille Greenwood | Telefilme                                                                         |
| 1980       | Make Me an Offer               | Pru Babcock | Telefilme                                                                         |
| 1981       | Darkroom                       | Sally Anne | Episódio: "The Partnership"                                                       |
| 1982       | Laverne & Shirley              | Sra. Harmon | Episódio: "I Do, I Don't"                                                         |
| 1982       | Strike Force                   | Mitzi | Episódio: "The John Killer"                                                       |
| 1982       | Trapper John, M.D.             | Natasha | Episódio: "The Object of My Affliction"                                           |
| 1982       | Knight Rider                   | Sen. Maggie Flynn | Episódio: "Just My Bill"                                                          |
| 1982       | Something So Right             | Cahuenga | Telefilme                                                                         |
| 1982       | Hart to Hart                   | Christine Garrick | Episódio: "One Hart Too Many"                                                     |
| 1982       | CBS Children's Mystery Theatre | Florence Dumont | Episódio: "The Zertigo Diamond Caper"                                             |
| 1983       | The Love Boat                  | Phyllis Faraday | Episódio: "Paroled to Love / First Impressions / Love Finds Florence Nightingale" |
| 1983       | Quincy, M.E.                   | Winslow | 2 episódios                                                                       |
| 1983       | Now We're Cookin'              | Marge | Telefilme                                                                         |
| 1983–1984  | Capitol                        | Sugar Laine |                                                                                   |
| 1985, 1988 | Murder, She Wrote              | Christine Carpenter / Shayna Grant | 2 episódios                                                                       |
| 1986       | The A-Team                     | Sra. Prescott | Episódio: "Members Only"                                                          |
| 1986       | Magnum, P.I.                   | Sarah Tate | Episódio: "All Thieves on Deck"                                                   |
| 1986–1988  | Cagney & Lacey                 | Donna LaMarr | 5 episódios                                                                       |
| 1986–1987  | Dinastia                       | Cora Van Husen | 4 episódios                                                                       |
| 1987       | Carly's Web                    | Myrtle | Telefilme                                                                         |
| 1990       | A Family for Joe               | Medium | Episódio: "The Medium"                                                            |
| 1993       | Gloria Vane                    | Mona Lewis | Telefilme                                                                         |
| 2000       | Strip Mall                     | Doreen Krudup | Episódio: "Burbank Bigfoot"                                                       |
| 2006       | Grey's Anatomy                 | Sophie Larson | Episódio: "Tell Me Sweet Little Lies"                                             |
| 2014       | Major Crimes                   | Marcella Brewster | Episódio: "Frozen Assets"                                                         |
| 2015, 2018 | Break a Hip                    | Pearl Goodfish | 3 episódios                                                                       |

### Teatro
| Ano        | Peça                               | Personagem       | Local |
| ---------- | ---------------------------------- | ---------------- | --- |
| 1956       | Die Dreigroschenoper               | Sra. Peacham     | Off-Broadway, Cidade de Nova Iorque |
| 1960       | Kismet                             | Lalume           | The Melody Tent, Pittsburgh |
| 1961       | Parade                             | Artista          | Hollywood Theatre Center, Los Angeles, Califórnia |
| 1961       | The Matchmaker                     | Dolly Levi       | Dallas Theatre Center, Dallas, Texas e Tour do Texas                                                                                                 |
| 1965–1966  | Hello, Dolly!                      | Dolly Levi       | Her Majesty's Theatre, Sydney; Her Majesty's Theatre, Melbourne; His Majesty's Theatre, Auckland                                                     |
| 1964       | Stop the World – I Want to Get Off | Evie             | |
| 1974, 1978 | Father's Day                       | Louise           | Huntington Hartford Theatre, Los Angeles (1974); Total Theatre, Melbourne; Mayfair Theatre, Sydney                                                   |
| 1979–1980  | 'Romantic Comedy                   | Blanche Dailey   | Broadway, Nova Iorque |
| 1980–1984  | 42nd Street                        | Maggie Jones     | Broadway; US Tour (1984), Tóquio, Japão |
| 1981       | Patio/Porch                        | Pearl            | Dallas, Texas com Tom Troupe |
| 1982       | The Supporting Cast                |                  | Huntington Hartford Theatre, Los Angeles, Turnê de verão também com Barbara Rush e Sandy Dennis                                                      |
| 1988–1989  | Steel Magnolias                    | Ouiser Boudreaux | Pasadena Playhouse, Pasadena; Centro John F. Kennedy de Artes Cênicas, Washington, D.C. National Tour com Barbara Rush, June Lockhart, e Marion Ross |
| 1992; 2007 | Dress Up                           | Ela mesma        | Pasadena Playhouse, Pasadena (1992); New Conservatory Theatre Center, São Francisco (2007)                                                           |
| 1994       | The Lion in Winter                 | Eleanor          | Pasadena Playhouse, Pasadena |
| 1995       | Ladies in Retirement               | Leonora Fiske    | Coconut Grove Playhouse, Miami |
| 1996       | Radio Gals                         | Hazel C. Hunt    | John Houseman Theatre, Nova Iorque |
| 1998       | Arsenic and Old Lace               | Tia Martha       | Oklahoma City, Oklahoma com Betty Garrett |
| 2002       | Follies                            | Hattie Walker    | Wadsworth Theatre, Los Angeles |
| 2006       | Wadsworth Theatre                  | Gert Appleby     | New York City Center, Nova Iorque |